# Joseph Butler
Joseph Butler [đouzef bàtler], angleški škof, teolog in filozof, *18. maj 1692, Wantage, Berkshire, Anglija, † 16. julij 1752, Bath, Somerset, Velika Britanija. 
Poznan je po svojih kritikah deizma, Hobbesovega egoizma in Lockove teorije osebne identitete. Butler je vplival na številne filozofe in religiozne mislece, med katerimi so David Hume, Thomas Reid, Adam Smith, Henry Sidgwick, John Henry Newman in C.D. Broad in velja za enega izmed vodilnih angleških moralistov. Prav tako je imel pomembno, a podcenjeno vlogo razvoju ekonomskega diskurza 18. stoletja, ki je močno vplival na angleškega političnega ekonomista Josiaha Tuckerja.

## Zgodnje življenje in izobrazba
Joseph Butler se je rodil 18. maja 1692 v prezbiterijanski družini v mestu Wantage, grofija Berkshire, Anglija. Sprva je obiskoval enega od zasebnih prezbiterijanskih kolidžev. Številni neanglikanci so takrat odkrito nasprotovali avtoriteti državne Anglikanske cerkve z ustanavljanjem zasebnih šolskih in ostalih ustanov. V času študija je prebiral in preučil dela Johna Locka in Samuela Clarka in kasneje Clarku napisal pismo, kjer je izpostavil dva problema njegovih argumentov za božjo enost in vsenavzočnost, v prikazu obstoja in atributov Boga. Butlerjeva kritika je vodila v vzajemno občudovanje. Clarke je kasneje njuno dopisovanje objavil s tem, da je ohranil Butlerjevo anonimnost. Kmalu za tem se je Butler pridružil Anglikanski Cerkvi in se prepisal na kolidž Oriel v Oxfordu. Tam je stkal tudi tesno prijateljstvo z enim izmed so-študentov Edwardom Talbotom, sinom Williama Talbota, takratnega Oxfordskega škofa.

## Cerkvena kariera
Po končanem študiju ga je 26. oktobra 1718 v svoji palači sailsburyjski škof William Talbot posvetil v diakona, kasneje pa še v duhovnika. Kmalu za tem je na priporočilo Talbota in Clarka postal pridigar pri Rollski kapeli (kapela povezana z londonskimi sodišči), kjer je služil do leta 1726. V tem obdobju je diplomiral iz civilnega prava. 1726 je objavil zbirko svojih pridig pod naslovom Petnajst pridig iz Rollske kapele (Fifteen Sermons preached at the Rolls Chapel). V ponovni izdaji dve leti kasneje je bilo delo objavljeno s popravki in predgovorom.
Leta 1736 je objavil svoje najpomembnejše delo v sklopu naravne teologije z naslovom Analogija Religije, naravne in razodete (Analogy of Religion,  Natural and Revealed). To delo je vsebovalo dve pomembni disertaciji: O osebni identiteti in O dobrobiti. Istega leta je bil imenovan za duhovnika kraljice Karoline, žene Jurija II.. Leto po njeni smrti (1738) je bil povišan v bristolskega škofa, še dve leti kasneje pa je postal dekan katedrale Svetega Pavla v Londonu. Prihodke, ki mu jih je zagotavljal ta naziv, je uporabil za finančno podporo svojega delovanja v Bristolu. Ta položaj je obdržal vse do novega naziva durhamskega škofa, do katerega je domnevno prišel z zavrnitvijo ponudbe, da bi postal nadškof Canterburyja, kar je najvišji možni cerkveni naziv v Anglikanski Cerkvi. Številne izmed njegovih pridig, ki so nastale proti koncu njegove duhovniške kariere, so bile objavljene posamično, nekatere med njimi pa so bile zbrane v delo  Šest pridig o javnih dogodkih (Six Sermons on Public Occasions). Temu je sledila objava dela Durhamska obtožba (Durham Charge), v kateri je kritiziral delo duhovščine njegove škofije.

## Mišljenje in kritika
Vsa njegova dela so bila neposredno povezana z opravljanjem njegovih dolžnosti v vlogi anglikanskega duhovnika in napredkom njegove kariere. Njegov namen ni bil vzpostaviti sistem verske filozofije, ali dokazati, da vera res obstaja, temveč braniti vero pred ugovori skeptikov ter zagotoviti inteligenten razlog za sprejetje oziroma vzpostavitev verskih prepričanj. Butlerjev literarni slog ni bil mikaven, vendar je bil ravno njegov način pisanja tisti, ki je njegovim argumentom dal moč in jih naredil učinkovite. Skrb in natančnost, s katero je Butler razpravljal do najmanjših podrobnostih, je bralca včasih odvrnila od glavne smeri argumenta.

### Napad na deizem
V letih svojega življenja in tudi po smrti je bil Butler najbolj poznan po svojem delu Analogija Religije, naravne in razodete, ki še stoletja kasneje ostaja glavna opora argumentov kristjanov proti neveri. Njegov napad na deizem je v angleških cerkvah in pri modernih učenjakih vzbujal resno zaskrbljenost, saj so na njegovo delo gledali kot na reakcijo na deizem. Deizem namreč zavrača vero v razodetje, osnovni element krščanstva, prav tako pa zavrača povezanost med cerkvijo kot institucijo in veroizpovedjo. S takim mišljenjem in svojimi dejanji se je izkazal za skrbnega in obzirnega kristjana, saj je bil zelo zaskrbljen glede propada religioznega življenja v Angliji in v cerkvi sami.

## Dela

### Analogy of Religion, Natural and Revealed
Butler je sprejel razliko med naravno religijo (versko resnico, ki jo lahko razumemo s preučevanjem naravnega sveta) in razodeto religijo (versko resnico, ki jo lahko razumejo le tisti s posebnim znanjem razodetja).
Analogija Religije je bila mišljena kot obramba le-teh dveh pred tistimi, ki so trdili, da sta neskladni z razumom in ki so v biblijskih spisih našli neskladje s konceptom pravičnega in ljubečega Boga. Menil je, da razodetje leži izven področja razuma in ne more biti razumljiva človeški inteligenci. Poudaril je, da so številni naravni pojavi prav tako skrivnostni in nedojemljivi, saj človek še ni pridobil potrebnega znanja, da bi jih razumel. Zato moramo vsemu, kar ni bilo dokončno dokazano kot neresnično dati možnost, da bi lahko bilo resnično.

### Fifteen Sermons Preached at the Rolls Chapel
V prvi izmed svojih petnajstih pridig je Butler analiziral človeško naravo, tako da jo je razdelil v tri elemente: 
- strasti in čustva;
- ljubezen do samega sebe in Dobrosrčnost ter
- vest.

Te elemente je razvrstil v hierarhijo, v kateri je bila na vodilnem položaju vest. Prav vest, ki jo je imenoval načelo razmisleka in refleksno načelo odobravanja je bila sposobnost, ki je upoštevala vse motive in nagnjenosti k dejanjem ter nekatera sprejela, drugih pa ne. Čeprav se je Butler včasih skliceval na vest kot glas Boga, je zelo očitno verjel v avtonomijo vesti kot posvetni organ znanja. Vest je bila vrhovna avtoriteta, če ne celo vrhovna moč. Človek je bil primoran upoštevati svojo vest, ker je bila le-ta zakon njegove narave.

### Ostala dela
- Several letters to the Reverend Dr. Clarke, 1716, 1719, 1725
- Fifteen sermons preached at the Rolls Chapel, 1726, 1729, 1736, 1749, 1759, 1765, 1769, 1774, 1792
- The Analogy of Religon, Natural and Revealed, to the Constituition and Course of Nature, 1736, 1740, 1750, 1754, 1764, 1765, 1771, 1775, 1785, 1788, 1791, 1793, 1796, 1798
- A sermon preached before the Incorporated Society for the Propagation of the Gospel in Foreign Parts, 1739
- A sermon preached before the Right Honourable the Lord-Mayor, 1740
- A sermon preached before the House of Lords, 1741, 1747
- A sermon preached in the parish-hurch of Christ-Church, London, 1745
- A sermon, preached before His Grace Charles Duke of Richmond, Lenox, and Aubigny, president, 1748, 1751
- Six Sermons preached upon public occasions, 1749
- A catalogue of the libraries (...), 1753
- A charge delivered to the clergy at the primary visitation of the diocese of Durham, 1751, 1786